# Vozmediano (Soria)
Vozmediano es un municipio y localidad española de la provincia de Soria, en la comunidad autónoma de Castilla y León. El término municipal, ubicado en la comarca del Moncayo, tiene una población de 33 habitantes (INE 2024).

## Geografía

### Situación
Está cerca del Moncayo de 2316 m sobre el nivel del mar de altitud, con grandes valores paisajísticos, monumentales e históricos. Dista 10 km de Ágreda, 52 km de Soria y 10 km de San Martín de Moncayo, 14 km de Los Fayos, 22 km de Tarazona, 100 km de Zaragoza. De Navarra dista 30 km, 43 km de Tudela y 142 km de Pamplona.
Se encuentran próximos las localidades de Aldehuela de Ágreda, Ágreda (Soria); Los Fayos, Santa Cruz de Moncayo y San Martín de Moncayo, es decir, la comarca de Tarazona y El Moncayo de la provincia de Zaragoza, está cerca del pantano del Val, en los Fayos y el parque natural de la dehesa del Moncayo.
El municipio pertenece al partido judicial de Soria.

### Medio ambiente
En su término e incluidos en la Red Natura 2000 los siguientes lugares:
- Lugar de Interés Comunitario conocido como Sierra del Moncayo ocupando 451 ha, el 27 % de su término.[2]
- Zona Especial Protección de Aves conocida como Sierra del Moncayo ocupando 9 ha, el 1 % de su término.[3]

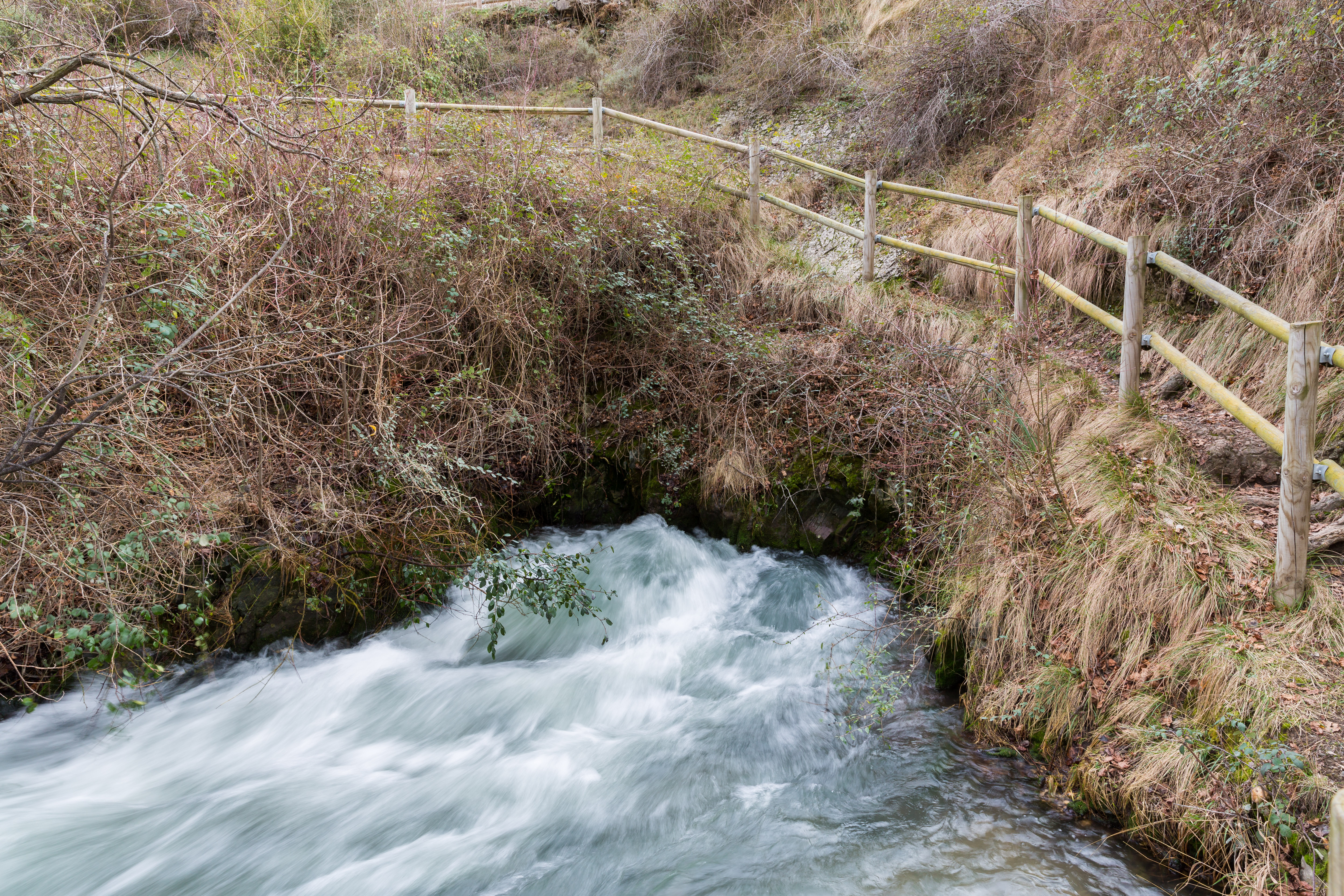
Nacimiento del río Queiles.

En Vozmediano se encuentra el nacedero del río Queiles (920 m), ya que de su fuente, de un metro de diámetro, se apresuran a salir unos 1500 litros de agua cristalina por segundo como término medio, 2300-600 dependiendo de la época y de la pluviométrica. Este fenómeno le convierte en el manantial más espectacular, en cuanto a flujo de litros por segundo continuos, de Europa. En la actualidad de sus aguas fuertes se aprovechan una piscifactoría “los alevines del Moncayo” y tres centrales hidroeléctricas se alimentan de sus transparentes y fecundas aguas. Posteriormente en Zaragoza existen varias centrales hidroeléctricas y lo llevan al pantano del Val, al cual abastece y llena, y volviendo a su curso natural confluye en el Ebro en Tudela, Comunidad Foral de Navarra, con unos 44 km de recorrido, habiendo pasado por el centro de Tarazona, Cascante y Tudela.

## Historia

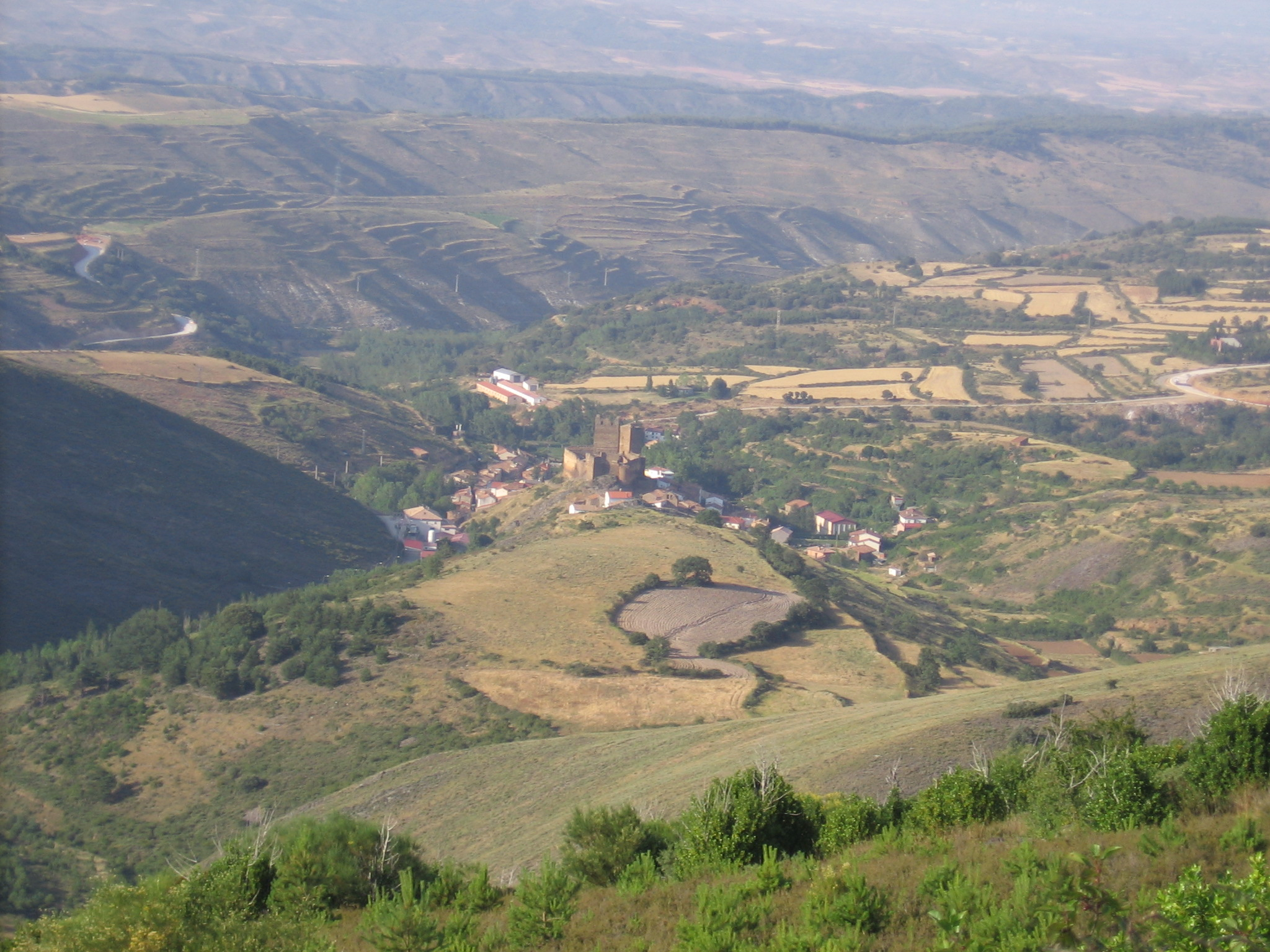
Vista desde el Moncayo.

En el siglo III a. C., los celtíberos dominaban las sierras y pie de montes ibéricos, los lusones se establecieron en Bursao (Borja) y en Turiaso (Tarazona) y los belos en Calatayud y Daroca. En el año 133 a. C., los celtíberos del otro lado de la cordillera, los arévacos, con Numancia, sucumbieron ante los romanos. Los romanos fundaron Zaragoza, Huesca, Tarazona y Calatayud.
La importancia histórica de Vozmediano está vinculada a su castillo. Construido después de la Reconquista de Castilla, mediados del siglo XII. En 1119 las tropas de Alfonso I el Batallador conquistaron Tudela, Tarazona, Ágreda y Soria, esta última durante ocho años perteneció a Aragón. En 1429-1430 pasó de manos castellanas a manos aragonesas. Estableciéndose las fronteras con la paz de Valladolid en 1453, se cambió la frontera entre los reinos de Aragón, Castilla y Navarra. Berdejo y Torrelapaja pasaron a Aragón. Todas las villas en litigio: Villarroya, Berdejo, Torrelapaja, Tornos, Villalengua, Molluenga, Atienza, Vozmediano, Briones, se devolvían mutuamente.
El 4 de junio de 1591 llegó a esta villa, Alonso de Vargas, general en jefe del ejército para sofocar las alteraciones del ejército de Aragón con 4000 infantes y cuatro compañías de a caballo.

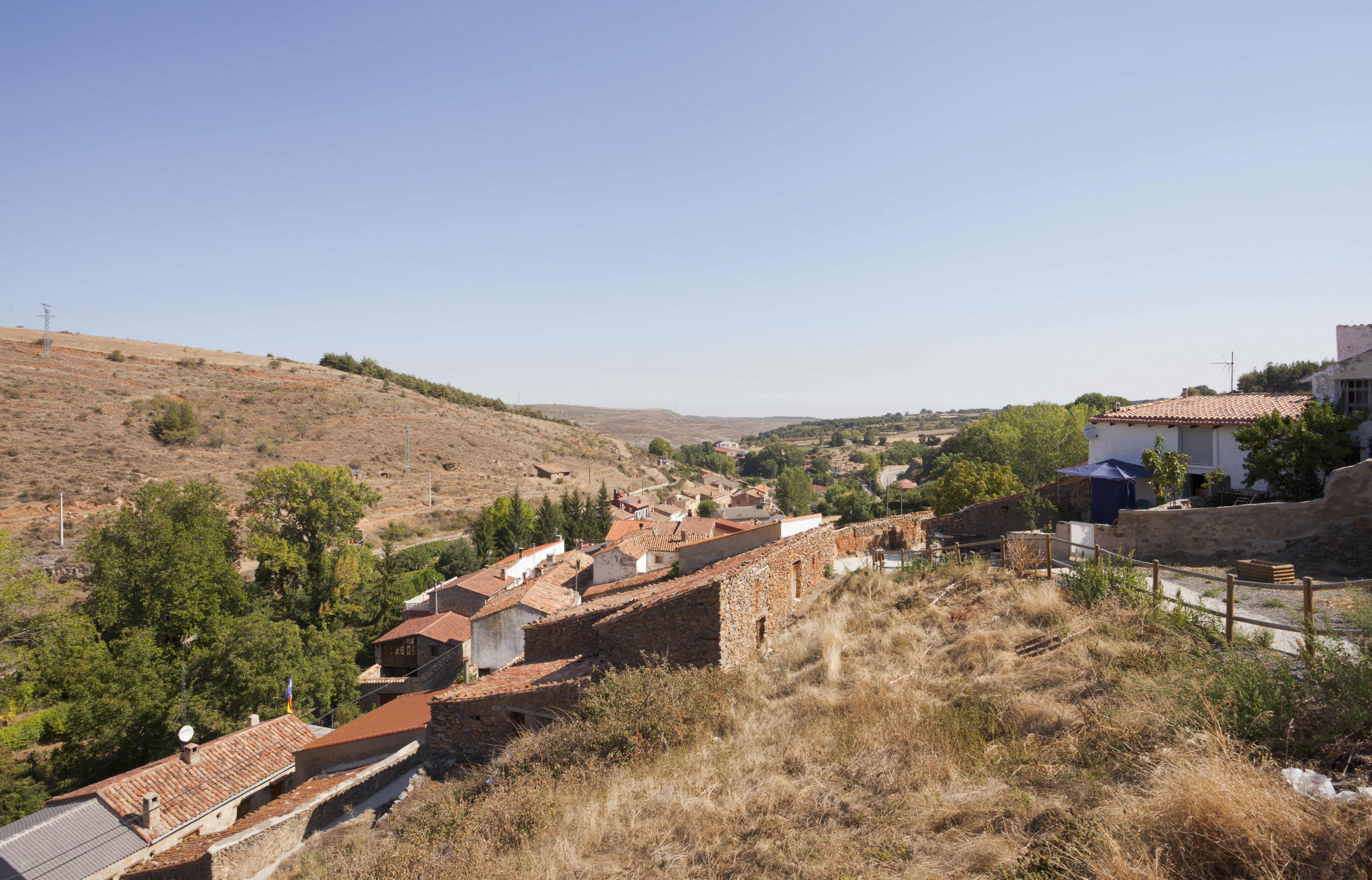
Vista superior de Vozmediano

La localidad se constituye en municipio constitucional en la región de Castilla la Vieja, partido de Ágreda y que en el censo de 1842 contaba con 78 hogares y 312 vecinos.
En 1878 se insertó en El Volante, periódico de Madrid, un soneto, en el que se dice:
Ruiseñor y oropéndola cantores
de la margen del Queiles cristalino
Si queréis que no muera de tristeza,
no digáis que a la falda del Moncayo
hay un pueblo remoto, envejecido,
emporio en otro tiempo de riqueza,
y esclavo ahora de letal desmayo
sin grandeza, sin nombre, oscurecido.

## Demografía
Cuenta con una población de 33 habitantes (INE 2024).
| Gráfica de evolución demográfica de Vozmediano entre 1842 y 2021                                                      |
| |
| Población de derecho según los censos de población del INE. Población de hecho según los censos de población del INE. |

## Administración y política
| Periodo   | Nombre                        | Partido |
| --------- | ----------------------------- | ------- |
| 1987-1991 | Pascual Sevillano Aranda      | CDS     |
| 1991-1995 | José Javier Hernández Rodrigo | PP      |
| 1995-1999 | José Javier Hernández Rodrigo | PP      |
| 1999-2003 | José Javier Hernández Rodrigo | PP      |
| 2003-2007 | José Javier Hernández Rodrigo | PP      |
| 2007-2011 | Belén Ruiz Rubio              | PP      |
| 2011-2015 | Juan Carlos Rodrigo Rodrigo   | PSOE    |
| 2015-2019 | Juan Carlos Rodrigo Rodrigo   | PSOE    |

## Castillo de Vozmediano

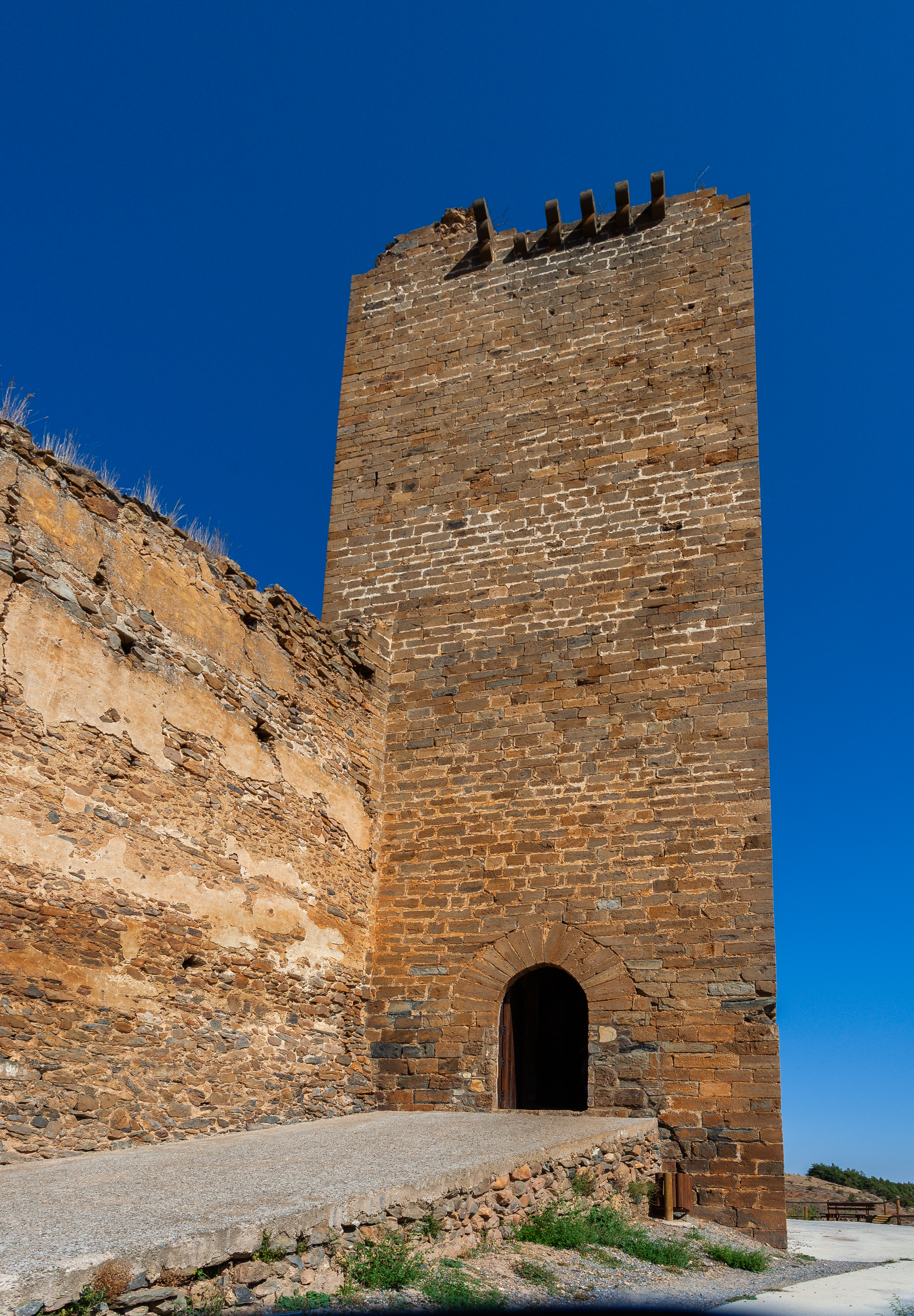
Torre del castillo

Desde su conquista en el siglo XII por Alfonso I de Aragón, hasta el establecimiento definitivo de las fronteras en el año 1437, la villa fronteriza de Vomediano estuvo presente en numerosas disputas entre los reinos castellano y aragonés, pasando de uno y otro en repetidas ocasiones.
El castillo de Vozmediano, gótico del siglo XV, es el más oriental de Soria. Inmerso en la misma línea fronteriza, pasó en repetidas ocasiones de manos aragonesas a castellanas. Impresionante fortaleza de doble recinto levantado sobre ingentes peñascales, abastecido de cuantos elementos eran necesarios en la técnica de la guerra.
Aunque el recinto interior del castillo de Vozmediano parece ser de origen romano, y el exterior y la torre del homenaje árabes, las primeras noticias documentadas que se tienen de este castillo son del siglo XII.

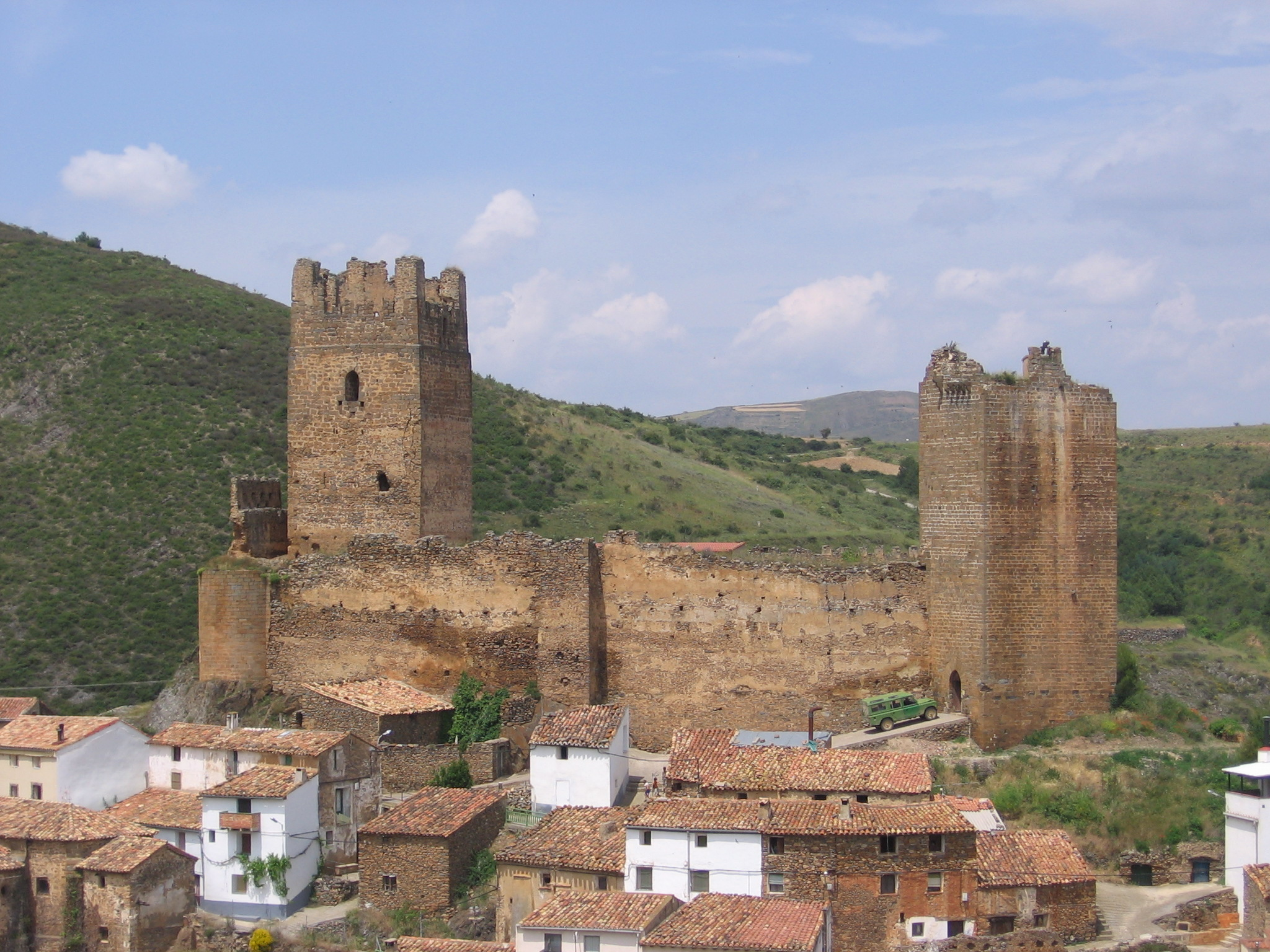
Vista general del castillo

El castillo está formado por dos recintos:
- En el recinto interior, que es de forma rectangular, destacan la gigantesca torre del homenaje que se levanta en una de sus esquinas, y otra torre en la esquina opuesta. En el interior de la Torre del homenaje aún pueden verse los arcos cruzados que sustentaban los pisos interiores de la torre. Aún conserva sus puertas: la de acceso desde el exterior y la de paso o salida desde el Patio de armas.
- El recinto exterior La muralla exterior es de gruesa y sólida construcción de cal y canto, y su parte más alta está recorrida por pequeñas almenas que dan un aspecto típicamente medieval al recinto murado. Posee varias torres cuadradas y alguna torre redonda artillera construida posteriormente. Sus muros son de considerable altura, y en ellos pueden distinguirse los sucesivos recrecidos a que fueron sometidos por las diferencias de color de las piedras utilizadas, e incluso pueden verse incrustado en ellos las almenas originales sin desmochar existentes antes de realizar alguna ampliación. El acceso a la fortaleza se realiza por un paso acodado en una de las torres esquineras del recinto exterior.

En una vaguada cercana, se encuentra el río Queiles, que mediante un pasadizo se comunicaba con el castillo, para suministrarse de agua en caso de posibles asedios y de una posible salida. Los romanos decían que el hierro del Moncayo y el agua del río Queiles eran la mezcla ideal para forjar una espada. Fabricaron puntas de flecha, lanzas, arcos, puñales, cascos, corazas y escudos.
Se encuentra en estado de ruina consolidada.
Es propiedad del Ayuntamiento de Vozmediano, y se usa como cementerio municipal, bajo la protección de la Declaración genérica del Decreto de 22 de abril de 1949, y la Ley 16/1985 sobre el Patrimonio Histórico Español.

## Deporte
Se puede practicar todo tipo de deportes de montaña: escalada, espeleología, descenso del río Queiles con 44,8 km de longitud hasta su unión al Ebro en Tudela, deportes acuáticos en las balsas o en el pantano del Val, senderismo, 4 x 4 y bicicleta, etc. Se suele realizar en el mes de aulio-agosto "La Queilada", vuelta al Moncayo desde Vozmediano, y subiendo a la cima, por la senda de la cima: Collado del Muerto 1724 m, Lobera 2225 m, Morca, Cerro San Juan 2283 m y San Miguel 2316 m, siendo su recorrido por Soria-Zaragoza-Soria. Se puede realizar andando, en bicicleta o bien en moto por la vuelta mayor unos 105 km. En julio de 2007 se realizó la IV Queilada de los tres modos. También se realizó una excursión al embalse del Val.

## Fiestas
El tercer fin de semana del mes de agosto se celebraran las fiestas locales en honor a San Sebastián. Comienzan el tercer jueves de Agosto y finalizan el domingo siguiente.